# Jules och Jim
Jules och Jim (originaltitel: Jules et Jim) är en fransk romantisk dramafilm från 1962 i regi av François Truffaut, baserad på en romanen Jules och Jim från 1952 av Henri-Pierre Roché.

## Handling
Österrikaren Jules (Oskar Werner) och fransmannen Jim (Henri Serre) träffas i Paris och blir vänner. De träffar Catherine (Jeanne Moreau) som båda blir kära i, men hon gifter sig med Jules. Under första världskriget kämpar Jules och Jim på olika sidor, men efter kriget är de fortfarande vänner. Jim reser för att hälsa på sina vänner. Catherine är uttråkad och börjar snart inleda ett förhållande med Jim.

## Om filmen
Jules och Jim har visats i SVT, bland annat i oktober 1985 och i november 2021.

## Medverkande (i urval)
| Jeanne Moreau   | – Catherine |
| Oskar Werner    | – Jules     |
| Henri Serre     | – Jim       |
| Vanna Urbino    | – Gilberte  |
| Boris Bassiak   | – Albert    |
| Anny Nelsen     | – Lucie     |
| Sabine Haudepin | – Sabine    |
| Marie Dubois    | – Thérèse   |